# Asphalt 8: Airborne
Asphalt 8: Airborne – komputerowa gra wyścigowa z serii Asphalt, wyprodukowana przez francuskie studio Gameloft i wydana 13 listopada 2013 roku na PC.

## Rozgrywka
Wyścigi organizowane są na kilkunastu trasach (wraz z rozwojem gry były wprowadzane nowe trasy), wśród których są między innymi Wenecja, Gujana Francuska, Islandia oraz pustynie Nevady. Dostępne są skróty oraz skocznie, dzięki którym gracz może wykonywać ewolucje kaskaderskie.
Asphalt 8: Airborne zawiera modele licencjonowanych samochodów (między innymi Lamborghini Veneno, Bugatti 16.4 Veyron, Ferrari FXX czy Pagani Zonda R). Gracz otrzymuje kolejne modele samochodów wraz z postępami w rozgrywce, może także zmieniać ich kolor i rozwijać je poprzez kupowanie w sklepie dostępnych części (poprawiających przyspieszenie, szybkość maksymalną, przyczepność opon lub wielkość podtlenku azotu).
Na ścieżce dźwiękowej gry znajdują się utwory artystów takich jak: Awolnation, Kasabian, The Crystal Method, Deadmau5 czy Queens of the Stone Age.

## Płatności
Gra dostępna jest za darmo. Istnieje rozbudowany system mikropłatności za pomocą których można nabywać dwie waluty dostępne w grze. Można także kupować samochody, polepszenia czasowe. Okazjonalnie są przygotowywane specjalne pakiety dzięki którym gracz może nabyć w ramach jednej płatności kilka bonusów.
Niezależnie jednak od mikropłatności gracz bez wpłacania pieniędzy może zdobywać wirtualne waluty dostępne w grze biorąc udział w rozgrywkach.
Aktualizacja z lipca 2016 wprowadziła kolejną rozbudowę systemu płatności. Wprowadzony został system VIP, w którym to gracz zdobywa punkty lojalnościowe za zakupy dokonane w grze, w zależności od ilości zebranych punktów gracz otrzymuje kolejne statusy VIP, każdy kolejny status daje dodatkowe bonusy, wirtualne waluty oraz stałe premie za rozgrywanie wyścigów.

## Eventy i tryby gry
Kolejne uaktualnienia do gry wprowadzały nowe tryby rozgrywki. Obecnie występujące tryby to:
- Tryb gry jednoosobowej – polegający na rozgrywaniu kampanii, w których to gracz potrzebuje nabywać nowe samochody,
- Tryb gry wieloosobowej – polega na rozgrywaniu wyścigów z innymi graczami. Zawodnicy wybierają mapę, tryb wyścigu oraz liczbę okrążeń. Za wygranie wyścigu lub zajęcie przynajmniej trzeciego miejsca przyzwane są nagrody. Jeżeli gracz zajmie czwarte lub gorze miejsce w wyścigu wówczas nagrody są resetowane do stanu początkowego (gracz zachowuje te, które wygrał wcześniej, ale aby zdobyć kolejne nagrody musi rozpoczynać od początku),
- Tryb Car Mastery – cykl 15 wyścigów, które należy przejechać jednym samochodem (dla każdego samochodu przygotowana jest inna seria Car Mastery). Aby odblokować kolejne wyścigi należy kupować ulepszenia do samochodu. Im więcej wyścigów wygra gracz w ramach jednego cyklu, tym lepsze otrzymuje nagrody.
- Eventy – gonitwy trwające od jednego do kilku dni. W ramach Eventu gracz rywalizuje w trybie gry jednoosobowej (ścigając się z samochodami AI) lub w trybie gry wieloosobowej. Nagroda uzyskana w evencie zależy od zdobytych przez gracza punktów lub od najlepszego czasu przejazdu w ramach jednego wydarzenia. Występują cykliczne eventy oraz eventy specjalne powiązane z wydarzeniem ze świata realnego (np. z Euro 2016 we Francji). Okazjonalnie są uruchamiane eventy wieloetapowe, w których nagroda końcowa zależy od progresu uzyskanego w poszczególnych dniach. W niektórych eventach gracz musi kupić określony samochód aby wziąć udział. Występują także eventy, w których samochód jest wypożyczany graczowi na czas danego konkursu, aby przystąpić do eventu należy posiadać określoną ilość paliwa. Paliwo odnawia się samoistnie co 10 minut, gracz ma także możliwość doładowania paliwa w zamian za obejrzenie reklamy bądź też może je wykupić za wirtualną walutę,
- Tryb R&D – tryb Research and Development. Graczowi udostępniany jest nowy samochód (wprowadzony do gry przez twórców) na czas trwania konkursu, który zwykle trwa kilkanaście dni. Zadaniem gracza jest wygranie wszystkich wyścigów podzielonych na kilka etapów. Jeżeli gracz wygra wszystkie wyścigi otrzymuje samochód, którym rozgrywał wyścigi w trybie R&D. Jeżeli gracz nie zdąży w danym czasie wygrać wszystkich wyścigów nie otrzymuje samochodu, ale zachowuje nagrody wygrane za poszczególne konkursy w ramach R&D. Ograniczeniem w tym trybie są klucze proto, które umożliwiają rozpoczęcia wyścigu. Domyślnie klucze odnawiają się co trzy godziny, gracz ma możliwość wykupienia dodatkowych kluczy za wirtualną walutę,
- Tryb Enduro – gracz rozgrywa serię wyścigów zdobywając punkty. Od ilości zdobytych punktów zależy wygrana przez gracza nagroda. Jeżeli gracz nie zachowa punktów i przegra wyścig, traci wówczas zdobyte punkty i musi zdobywać je od nowa[6],
- Tryb Championship - tryb zbliżony do R&D. Gracz aby wygrać samochód lub motor musi przejść przez 8 etapów (każdy z nich rozgrywa się na innej mapie). Każdy etap składa się z kilka zadań. Przystąpienie do zadania wymaga posiadania "kół", które pełnią taką samą rolę jak klucze w trybie R&D. W sytuacji gdy gracz nie posiada "kół" musi poczekać na ich odnowienie lub je odkupić za wirtualną walutę (istnieje możliwość otrzymania ograniczonej ilości "kół" w zamian za obejrzenie reklam).